# Poimenesperus gillieri
Poimenesperus gillieri är en skalbaggsart som beskrevs av Jean François Villiers 1959. Poimenesperus gillieri ingår i släktet Poimenesperus och familjen långhorningar.
Artens utbredningsområde är Gabon. Inga underarter finns listade i Catalogue of Life.